# 20106 Morton
20106 Morton è un asteroide della fascia principale. Scoperto nel 1995, presenta un'orbita caratterizzata da un semiasse maggiore pari a 2,6472354 UA e da un'eccentricità di 0,1592779, inclinata di 13,33274° rispetto all'eclittica.